# Forces armées de Bosnie-Herzégovine
Les Forces armées de Bosnie-Herzégovine (OSBiH : Oružane snage BiH; Оружане снаге БиХ) sont la force militaire officielle de Bosnie-Herzégovine.
Elle fut fondée en 2005 et était composée de deux armées : l'Armée de la fédération de Bosnie-et-Herzégovine et l'Armée de la république serbe de Bosnie.
Le ministère de la Défense de Bosnie-Herzégovine (en), fondé en 2004, est responsable des forces armées de Bosnie-Herzégovine.
La suppression de la conscription en Bosnie-Herzégovine est effective depuis le 1er janvier 2006.

## Organisation générale

### Commandement
- Chef d’état-major des armées : major général Senad Mašović
- Commandeur du commandement opérationnel : brigadier général Radovan Ilić
- Ministre de la Défense : Marina Pendeš

### Structure des forces militaires
- 9 200 soldats professionnels
- 1 000 personnels civils
- 4 600 forces de réserve

### Localisation des forces militaires
- Commandement interarmées et commandement opérationnel : Sarajevo
- Commandement de soutien : Banja Luka
- 3 brigades d'infanterie : Tuzla, Banja Luka, et Čapljina
- Brigade des forces aériennes - Banja Luka
- Brigade tactique : Sarajevo
- Bataillons d'infanterie - Banja Luka, Bihać, Bijeljina, Bileća, Čapljina, Kiseljak, Livno, Orašje, Prijedor, Tuzla, Ustikolina et Zenica
- Bataillons d'hélicoptères : Sarajevo et Banja Luka
- Bataillon de défense aérienne : Sarajevo
- Bataillon de reconnaissance aérienne : Banja Luka
- Bataillons de soutien aérien : Sarajevo et Banja Luka
- Bataillons d'artillerie : Doboj, Mostar et Žepče
- Services de renseignement et bataillon de police militaire : Butilama
- Bataillon de blindés : Tuzla
- Bataillon de déminage : Bugojno
- Bases logistiques : Doboj et Sarajevo

## Loi de défense
La loi de la défense de BiH définit les domaines suivants :
1. Militaires de Bosnie-Herzégovine
2. Institutions gouvernementales
3. Entité juridique et structure
4. Budget et financement
5. Composition des forces armées de Bosnie-Herzégovine
6. Déclaration de guerre
7. Désastres naturels
8. Conflits d'intérêts et professionnalisme
9. Serment à la Bosnie-Herzégovine
10. Drapeaux, hymnes et insignes militaires
11. Ordres transitoires et de fin

## Équipements

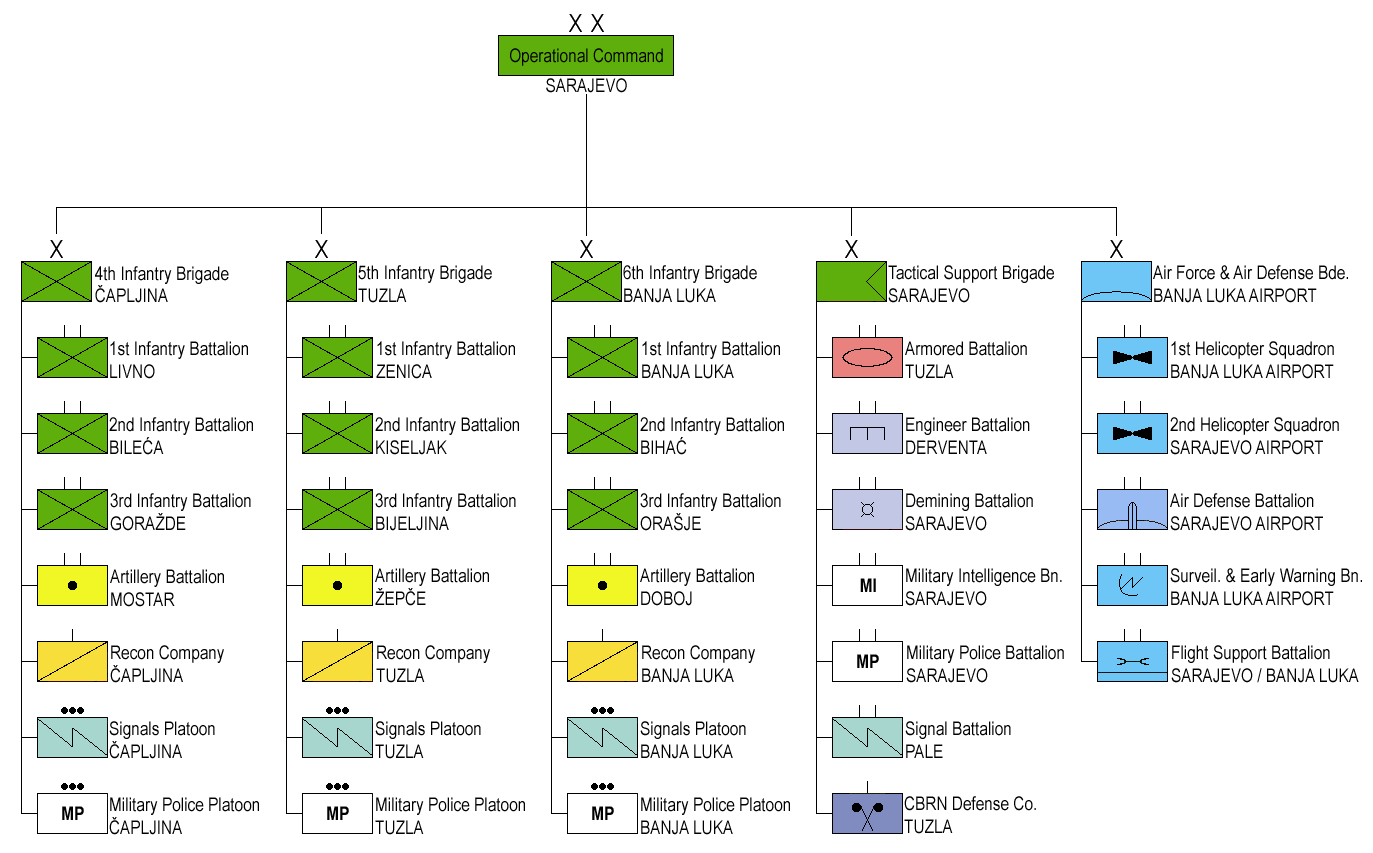
Tableau de l'organisation des forces armées de Bosnie-Herzégovine.

Les forces armées de Bosnie-Herzégovine utilisent[Quand ?] :
Armes d'infanterie
- 46 100 M16  États-Unis
- 7 941 HK 33 A2  Allemagne
- 50 000 Zastava M70/Zastava M70B1/Zastava M70AB2 : Fusils d'assaut  Yougoslavie
- 11 000 M-76  Yougoslavie
- 210 CZ 999  Yougoslavie
- 5 410 HK G3 (Donné par la Turquie en 1997)  Allemagne
- 984 M60  États-Unis
- 1 500+ Mitrailleuses M84  Yougoslavie
- 45 M240  États-Unis
- 617 M2 Mitrailleuse lourde calibre 50  États-Unis
- 12 000 RPG  Union soviétique
- 3 620 RPG-7  Union soviétique
- 6 000 Zolja  Yougoslavie
- 800+ AT4CS  Suède
- 8 000 Lance-roquettes M79 90 mm "Osa"  Yougoslavie

Autres équipements
- 11 000 Hughes/Magnavox AN/PRC-126 Talkie-walkie
- 5 600 NAPCO AN/PRC-77 postes-radios portables
- 4 100 téléphones tactiques
- 33 000 jumelles
- 5 010 kW Générateurs électriques

Logistique
- 33 Mercedes-Benz G-270 Puch (Military Police/Officers) (Mostly captured from JNA)  Yougoslavie
- 40 Mercedes-Benz Unimog (Donated by Germany)  Allemagne
- 130 TAM-110  Yougoslavie
- 90 TAM-130  Yougoslavie
- 75 TAM-5000  Yougoslavie
- 9 Iveco LMV  Italie
- 700 Chars de transport (400 donnés par les forces armées américaines)  États-Unis

Chars de combat
- 36 AMX-30  France[2]
- 45 M-60A3  États-Unis[3]
- 71 Char M-84  Yougoslavie[3]
- 142 T-55  Union soviétique[3]
- 12 T-54  Union soviétique[3]
- 5  T-34  Union soviétique[3]
- 7 T-72  Union soviétique
- 2 PT-76  Union soviétique

(Seulement 60 chars resteront dans les Forces armées de Bosnie et d'Herzégovine avec quasiment que des M-60A3 et des M-84)
Véhicule de transport de troupes et Véhicule blindé de combat d'infanterie
- 27 AMX-10P  France (un est un AMX-10PC)
- 80 M113A2  États-Unis
- 37 OT-60  Hongrie
- 65 M-60P  Yougoslavie
- 8 WMZ 551B  Chine
- 29 Panhard AML  France
- 60 BOV-VP  Yougoslavie
- 76 BVP M-80A  Yougoslavie

Artillerie
- 116 M114A2 Howitzer  États-Unis
- 55 L-118  États-Unis
- 4 M-2A1  États-Unis
- 98 M-56  Yougoslavie
- 4 M-18/63  États-Unis
- 277 D-30  Union soviétique
- 3 M-38  États-Unis
- 14 M-84 NORA  Yougoslavie
- 23 M-46  Yougoslavie
- 13 M-82  États-Unis
- 18 D-20  Union soviétique

Automoteur d'artillerie
- 11 2S1 Gvozdika  Union soviétique

Lance-roquettes multiples
- 36 APRA-40
- 6 BM-21  Union soviétique
- 29 M-63 "Plamen"  Yougoslavie
- 20 M-77 "Oganj"  Yougoslavie
- 7 M-87 "Orkan"  Yougoslavie (3 proviennent de l'Armée de la république serbe de Bosnie, et 4 de l'Armée de la fédération de Bosnie-et-Herzégovine)

Missile antichar:
- 260 AT-3 Sagger  Union soviétique
- 52 AT-4 Spigot  Union soviétique
- 840 MILAN  France

Canons anti-chars:
- 30 T-12 / MT-12  Union soviétique

Canons antiaérien 20 mm:
- 8 BOV-3  Yougoslavie
- 252 M-55  Yougoslavie
- 19 ZU-23 23 mm  Union soviétique
- 110 M53/59 Praga 2x30mm  Tchéquie

Missile surface-air:
- SA-6 Gainful  Union soviétique
- SA-7 Grail  Union soviétique
- SA-14 Gremlin  Union soviétique
- SA-16 Gimlet  Union soviétique
- 500 FIM-92 Stinger  États-Unis

Hélicoptères
- 10 Mil Mi-8 Hip  Union soviétique (10 proviennent de l'Armée de la république serbe de Bosnie, et 6 de l'Armée de la fédération de Bosnie-et-Herzégovine, dont 10 Mi-8/Mi-17 sont toujours en Turquie)
- 8 Bell UH-1H Iroquois  États-Unis
- 2 Mil Mi-34 Hermit  Russie (un est toujours en Turquie, là où il a été acheté)

Le ministre-député de la défense a prétendu qu'actuellement la Bosnie-Herzégovine n'avait pas d'avion à réaction et que le sort des avions Jastreb, Orao et Super Galeb était incertain.
Le 13 septembre 2024, le ministre de la Défense de Bosnie-Herzégovine Zukan Helez a annoncé que la Bosnie-Herzégovine a commandée au moins six drones tactiques Bayraktar TB-2 à la Turquie qui arriveront d'ici janvier 2025

## Déploiements internationaux
Du fait de la situation politique encore tendue au sein du pays, l'armée de Bosnie-Herzégovine est peu présente au sein des missions internationales de maintien de la paix. Voici les effectifs déployés à la date du 21 octobre 2011 :
- Afghanistan : 55 militaires au sein de la FIAS depuis 2010 ;
- République démocratique du Congo : 5 observateurs militaires au sein de la MONUSCO.